# Compagnie des Chemins de Fer Provinciaux Neérlandais
De Compagnie des Chemins de Fer Provinciaux Neérlandais (afgekort tot CFPN) is een voormalige spoorwegonderneming. De onderneming is op 18 mei 1873 opgericht in Brussel. Sinds de oprichting was de maatschappij bezig om een tramverbinding te realiseren tussen de plaatsen Oss en Veghel. Na inspanning van de burgemeester van Heeswijk A.L. Festen verkreeg het bedrijf in 1883 een concessie voor het realiseren en exploiteren van de tramlijn Veghel - Oss. In 1884 werd besloten door het bedrijf de concessie te gebruiken en de tramlijn aan te leggen, welke het jaar erop werd geopend.
De maatschappij bezat bij de opening vier locomotieven, acht rijtuigen en negen goederenwagons. Door de maatschappij zijn pogingen ondernomen om de lijn in Oss door te laten trekken naar Anton Jurgens' Margarinefabrieken en de fabriek van Samuel van den Bergh. Deze mislukten en de aandacht van de bestuurders ging op naar ontwikkeling van andere spoorverbindingen. Hierop werd in 1899 besloten de bezittingen en concessie te verkopen aan de Stoomtramweg-Maatschappij 's-Bosch - Helmond, waarmee het bedrijf al samenwerkte, bijvoorbeeld voor de reparaties van de werktuigen. In 1901 werd het bedrijf uiteindelijk geliquideerd.